# Carpetania
Por Carpetania, o Carpesia, se entiende el espacio geográfico donde habitaron los antiguos carpetanos desde su etnogénesis alrededor del siglo VI a. C. hasta su integración y/o disolución dentro de la Hispania romana tras la consolidación de su conquista en los albores de nuestra era. Formaba parte de la zona céltica de la península ibérica y su amplitud así como sus fronteras tuvieron que ser variables con el tiempo en función de la integración de poblaciones en el grupo carpetano o su inclusión en las tribus vecinas mediante procesos de movimiento de población, aculturaciones o vicisitudes bélicas.

## Delimitación básica

Territorios prerromanos de Madrid y Castilla-La Mancha marcados sobre la actual división provincial

Las fuentes clásicas nos han transmitido una delimitación de la Carpetania grosso modo mediante la identificación de las tribus limítrofes y la posición de los Carpetanos respecto a ellas; de este modo, sabemos que la Carpetania limitaba:
- Al Sur con los Oretanos.
- Al Este con los Olcades y Celtíberos.
- Al Norte con los Vacceos.
- Al Oeste con los Vetones.

Adicionalmente a esta información, estas fuentes clásicas nos informan también de los nombres de algunas poblaciones de la Carpetania, si bien, en dichos escritos las que son citadas son aquellas que fueron protagonistas de algún suceso bélico o figuraban en las calzadas romanas o cerca de ellas; no habiendo por tanto información sobre el nombre de las restantes.
Finalmente, la arqueología nos proporciona información adicional mediante la identificación de elementos culturales que han permitido la adscripción de algunos poblamientos limítrofes a una tribu u otra mejorando con ello la delimitación del espacio carpetano.
De acuerdo con las informaciones anteriores, la Carpetania se situaría en la Meseta Sur peninsular ocupando parte de las actuales provincias de Madrid, Toledo, Ciudad Real, Cuenca y Guadalajara. Tras la conquista romana quedaría integrada mediante un tratado de Amicitia dentro de la Hispania Citerior formando parte posteriormente de la provincia Tarraconensis y a partir del 298 d. C. de la provincia Carthaginense.

## Límites
Límite Sur.

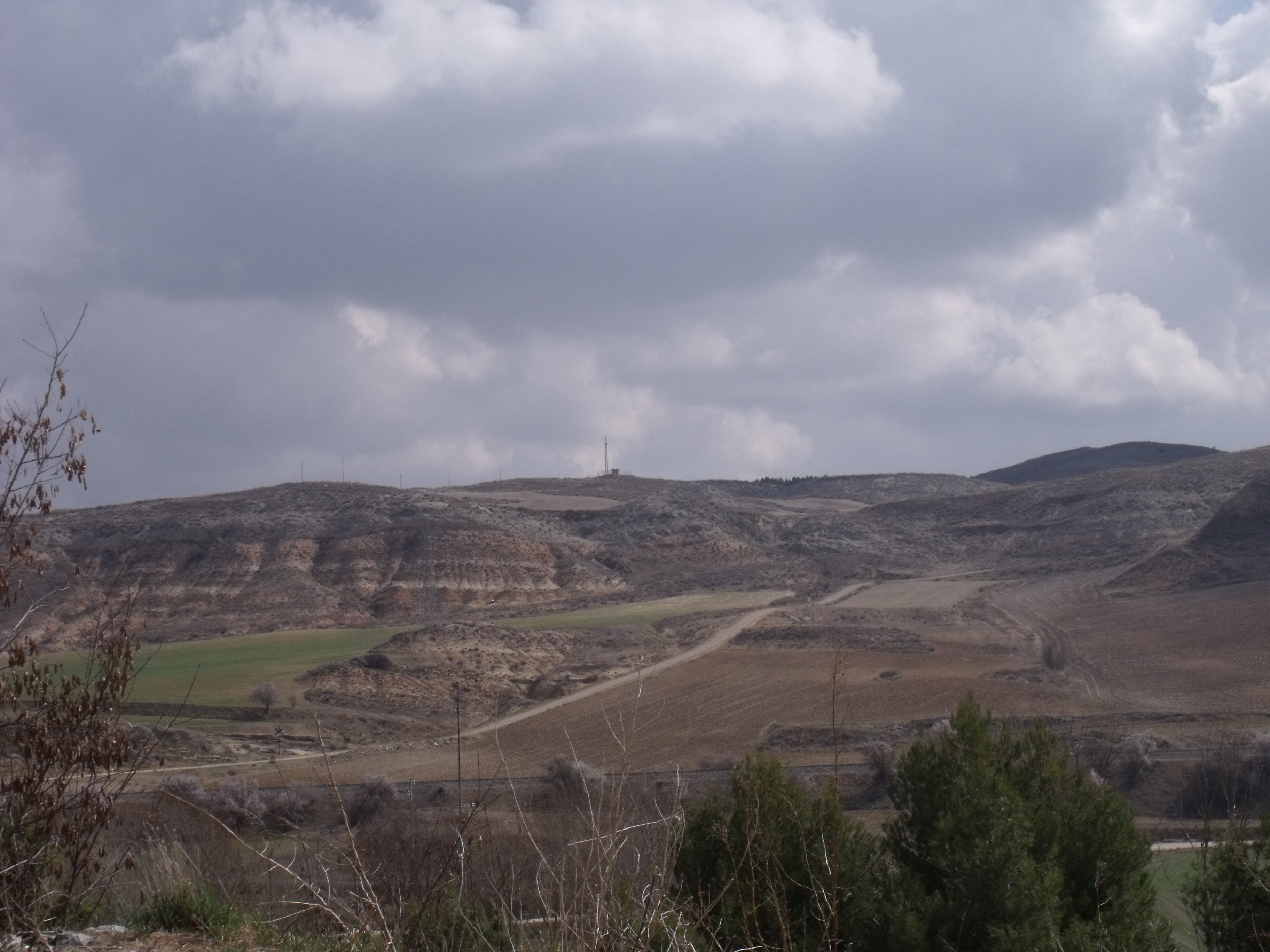
Campos en la comarca de Huete

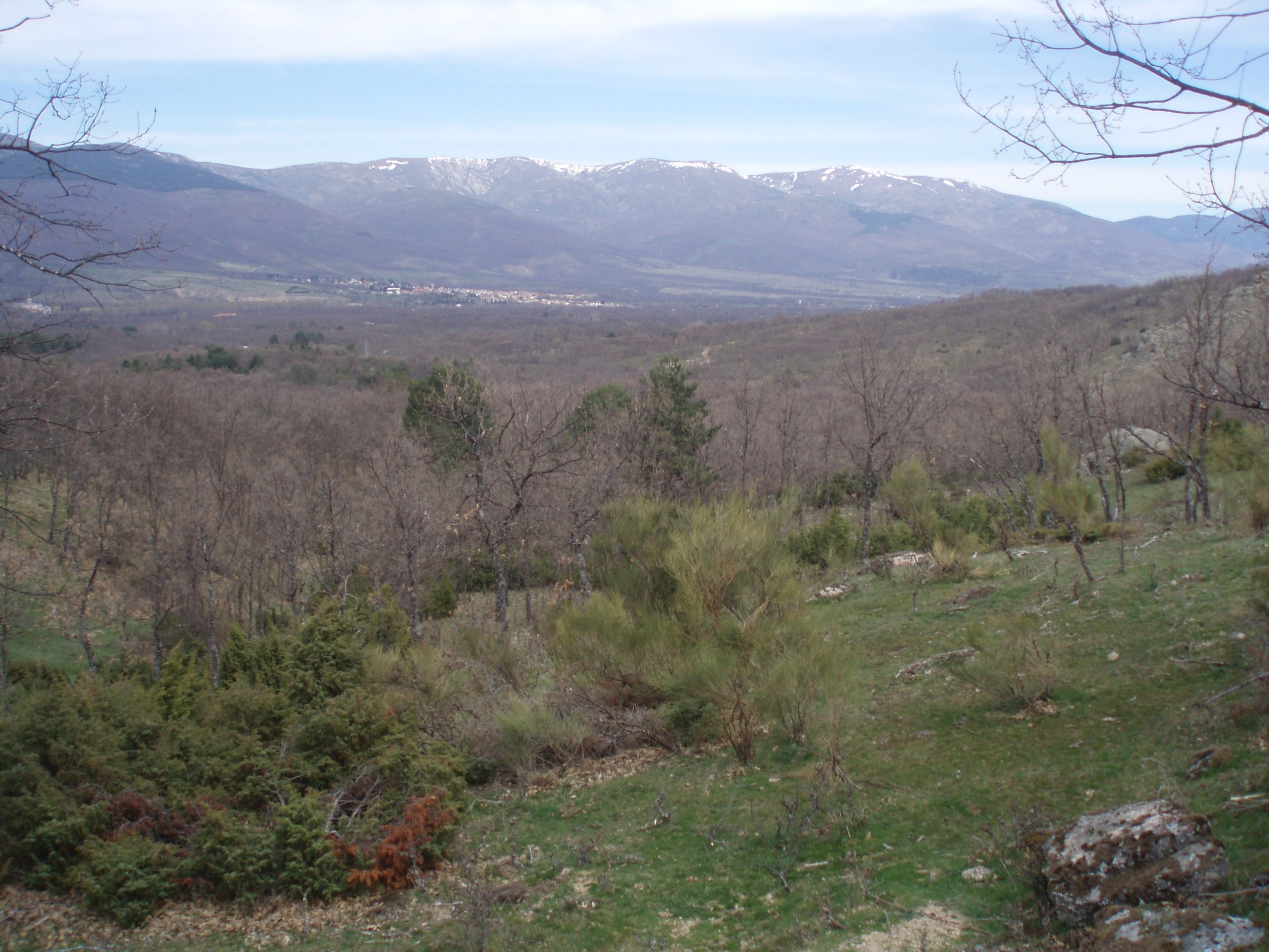
Los Montes Carpetanos, parte de la Sierra de Guadarrama.

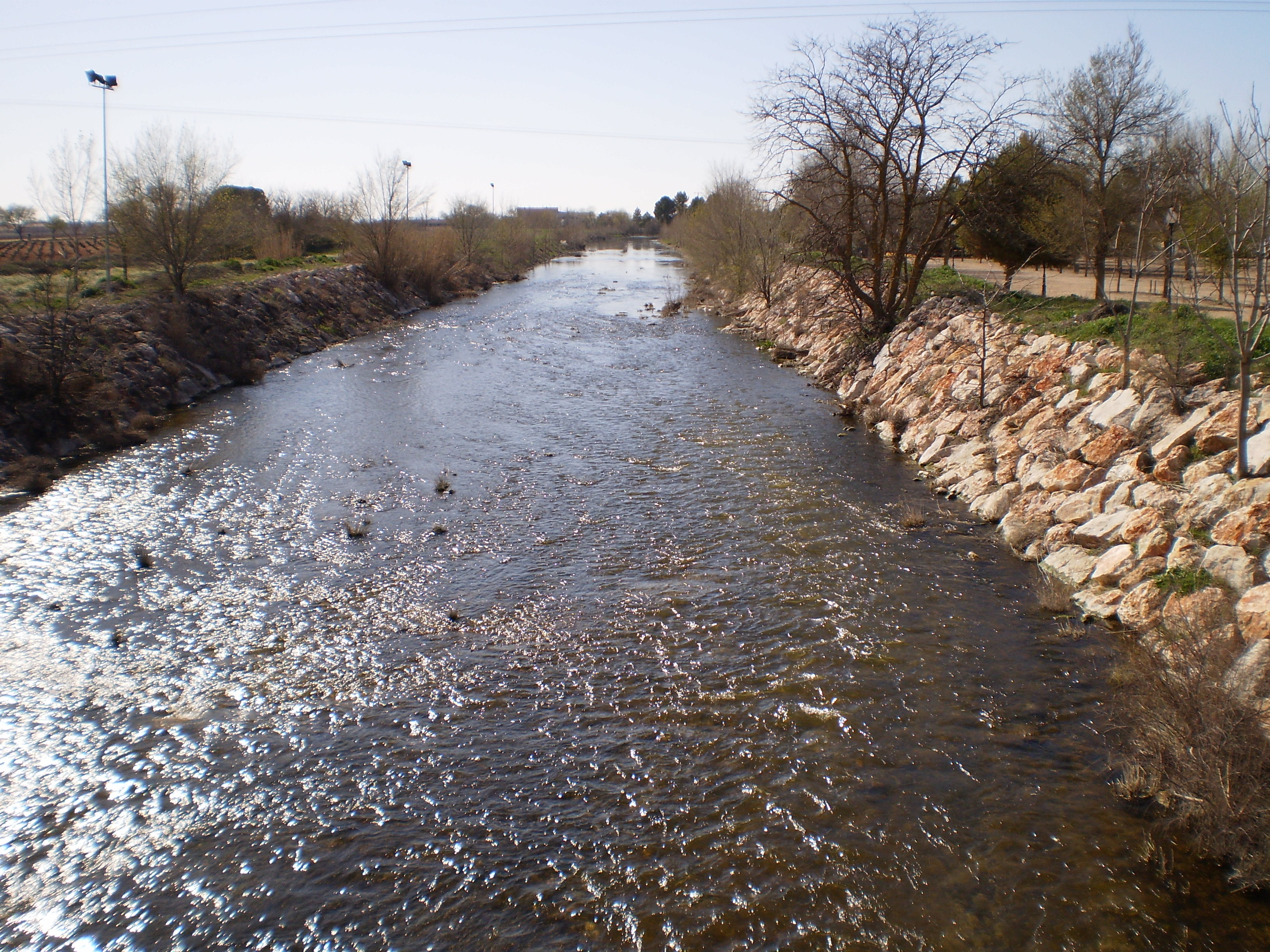
Río Záncara

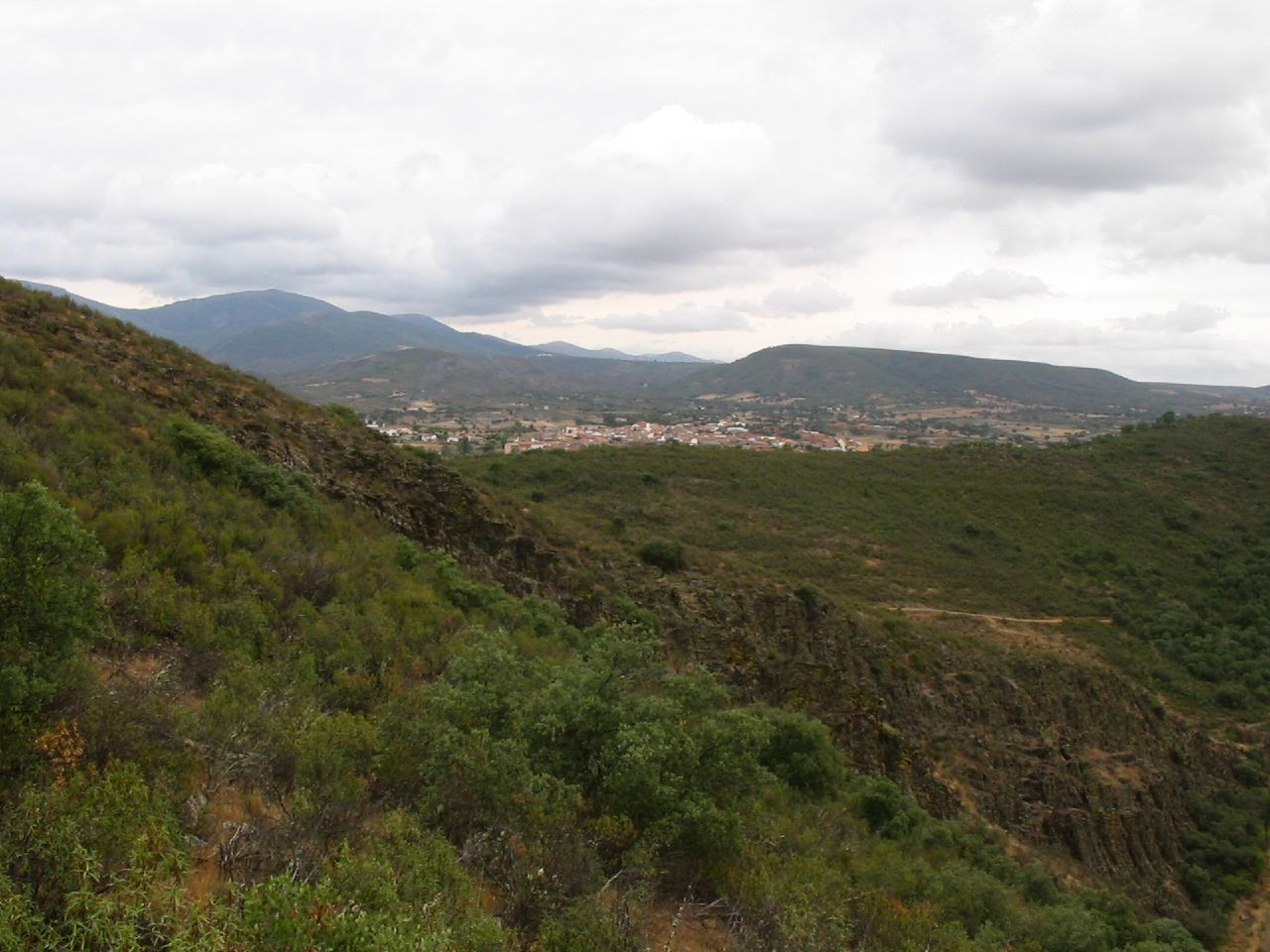
Navas de Estena en los Montes de Toledo

La Carpetania limitaba al sur con la Oretania, el territorio de los Oretanos. De oeste a este, los límites quedarían al sur de Navas de Estena (Ciudad Real) donde se ha documentado la existencia de gentilidades, seguiría por el sur de Consabura (Consuegra) dejando al Guadiana en el territorio Oretano hasta llegar a la unión de los ríos Cigüela y Záncara con aquel, siguiendo luego curso arriba del Záncara, al sur de Alce (La Hidalga) y Cértima (Campo de Criptana) hasta que este río gira 45° hacia el norte.
Límite Este
El territorio carpetano limitaba al este inicialmente con el territorio olcade y posteriormente con el celtíbero, en cuyas tribus se diluyeron los olcades tras su derrota a manos de Aníbal en el 220 a. C. El límite continuaría cercano al oeste del Záncara en dirección norte hasta Segóbriga que debió estar integrada en la Carpetania ya que fue objeto del ataque de Viriato durante sus saqueos del territorio carpetano; cruzaría luego el río Cigüela al este de Contrebia Cárbica (Huete-Villas Viejas) pasando por el oeste de Ercávica (Cañaveruelas) hasta llegar a Thermida (Trillo).
Límite Norte.
El límite norte de la Carpetania tenía forma de V invertida. La parte noreste limitaba con la tribu celtíbera de los Arévacos por el valle de Henares en una línea que dejaría a Complutum en territorio carpetano y a Segontia (Sigüenza) en territorio arévaco. La parte noroeste con los vetones dejando entre ellos la frontera natural que forman Gredos y Guadarrama.
Límite Oeste.
El límite oeste se determina en buena medida por el hecho de que Lusitania y Carpetania quedaron incluidas en provincias romanas diferentes, ayudando el límite entre éstas para deducir el de los territorios prerromanos. La línea fronteriza partiría desde Navas de Estena, pasaría por La Nava de Ricomalillo iría al este de Caesarobriga (Talavera de la Reina) en dirección norte cruzando el río Alberche hasta las estribaciones del Sistema Central.

## Poblaciones
Las poblaciones de Carpetania podemos dividirlas en dos grupos: aquellas cuyos nombres nos son conocidos por transmitirlos las fuentes clásicas y las que, desconociendo su nombre, sabemos de su existencia por los restos arqueológicos encontrados.

### Poblaciones con nombre conocido
Son poblaciones cuyos nombres nos transmiten Ptolomeo, Plinio, los itinerarios de Antonino y Anónimo de Rávena así como las crónicas sobre la conquista de Livio, Apiano, Polibio y Dioro.
| Nombre            | Fuentes clásicas                                                        | Correspondencia actual                                                   |
| ----------------- | ----------------------------------------------------------------------- | ------------------------------------------------------------------------ |
| Alces             | Tito Livio, Itinerario de Antonino                                      | Paraje “La Hidalga” entre Campo de Criptana, Quero y Alcázar de San Juan |
| Alternia          | Ptolomeo                                                                | Bogas-Mora, Toledo                                                       |
| Aebura / Libora   | Tito Livio, Ptolomeo                                                    | Cuerva, Toledo                                                           |
| Arriaca           | Itinerario de Antonino, Anónimo de Ravena                               | Guadalajara                                                              |
| Barnacis          | Ptolomeo                                                                | Uceda (Guadalajara)                                                      |
| Caraca            | Ptolomeo, Plinio, Plutarco, Anónimo de Rávena                           | Cerro Virgen de la Muela (Driebes, Guadalajara)                          |
| Cértima           | Tito Livio                                                              | Cerro de la Virgen (Campo de Criptana, Ciudad Real)                      |
| Complutum         | Ptolomeo, Plinio, Itinerario de Antonino, Anónimo de Rávena             | Cerro del Viso (Alcalá de Henares, Madrid)                               |
| Consabura         | Plinio, Plutarco, Itinerario de Antonino, Anónimo de Rávena             | Consuegra (Toledo)                                                       |
| Contrebia Carbica | Tito Livio                                                              | Fosos de Bayona, (Huete-Villas Viejas, Cuenca)                           |
| Egelesta          | Ptolomeo, Plinio                                                        | Villaviciosa de Odón (Madrid)                                            |
| Ilarcuris         | Ptolomeo, Plinio                                                        | Arganda (Madrid)                                                         |
| Ilurbida          | Ptolomeo, Plinio                                                        | La Puebla de Montalbán (Toledo)                                          |
| Ispinum           | Ptolomeo                                                                | Mora (Toledo)                                                            |
| Mantua            | Ptolomeo                                                                | Villamanta (Madrid)                                                      |
| Metercosa         | Ptolomeo                                                                | Turleque (Toledo)                                                        |
| Miaccum           | Itinerario de Antonino                                                  | El Beneficio (Collado Mediano, Madrid)                                   |
| Paterniana        | Ptolomeo                                                                | Sierra Guadalerzas (Los Yébenes, Toledo)                                 |
| Rigusa            | Ptolomeo                                                                | Madridejos (Toledo)                                                      |
| Segóbriga         | Plinio, Anónimo de Rávena                                               | Cabeza de Griego (Saelices, Cuenca)                                      |
| Thermida          | Ptolomeo                                                                | Trillo (Guadalajara)                                                     |
| Titulcia          | Ptolomeo, Itinerario de Antonino, Anónimo de Rávena                     | Titulcia (Bayona de Tajuña), Madrid                                      |
| Toletum           | Ptolomeo, Plinio, Tito Livio, Itinerario de Antonino, Anónimo de Rávena | Toledo                                                                   |
| Varada            | Ptolomeo                                                                | Paraje de Valtierra (Arganda, Madrid)                                    |
| Vicus Cuminarius  | Itinerario de Antonio                                                   | Santa Cruz de la Zarza (Toledo)                                          |

Mapa de las poblaciones históricas de Carpetania cuyo nombre es conocido por transmitirlo las fuentes clásicas escritas en periodo romano.

De alguna de las poblaciones anteriores solo conocemos su nombre, de otras, aunque escasa, se tiene alguna información:
Aebura.
Quinto Fulvio Flaco inició su campaña en 181 a. C. junto a esta población donde dejó una pequeña guarnición. Tras la batalla en las cercanías con los Celtíberos, los heridos romanos quedaron refugiados aquí mientras Fulvio continuaba su campaña que finalizaría con la rendición de Contrebia Carbica.
Alce.
Situada en el extremo suroriental de la Carpetania cerca de territorio Celtíbero, fue la última población carpetana en caer en 179 a. C. tras un asedio por Tiberio Sempronio Graco donde capturó a los hijos de caudillo Thurro quien, tras la liberación de los mismos por Graco, se alió con los romanos.
Caraca.
Se situaba en una colina llena de cuevas donde vivían sus habitantes. Fue protagonista en las Guerras Sertorianas siendo objeto del ataque de Sertorio quien consiguió sacar los caracitanos de sus cuevas levantando una gran polvareda que introduciéndose con el viento dentro de las cuevas, cegó y ahogó a sus moradores.
Cértima.

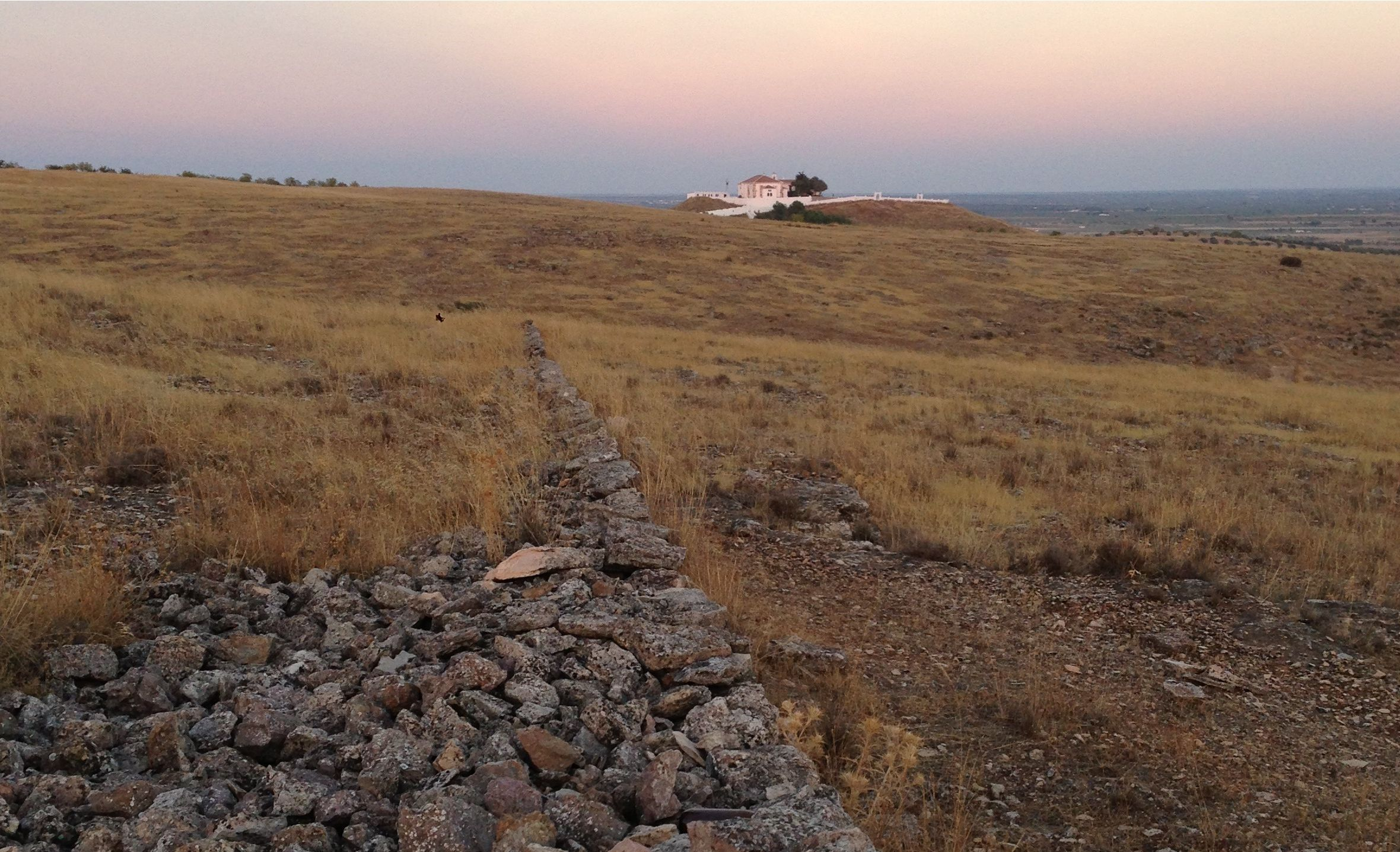
Campo de Criptana: cerro de la Virgen (fondo) y muro del campamento romano (frente)

Situada cerca de Alce en el extremo suroriental de la Carpetania, estaba amurallada y gobernada por un senado de magistrados que negociaron con Graco la rendición de la ciudad durante la última campaña por el control de Carpetania. Debía contar con una aristocracia guerrera ecuestre de la que una parte se unió a las tropas romanas como condición de amistad.
Complutum.

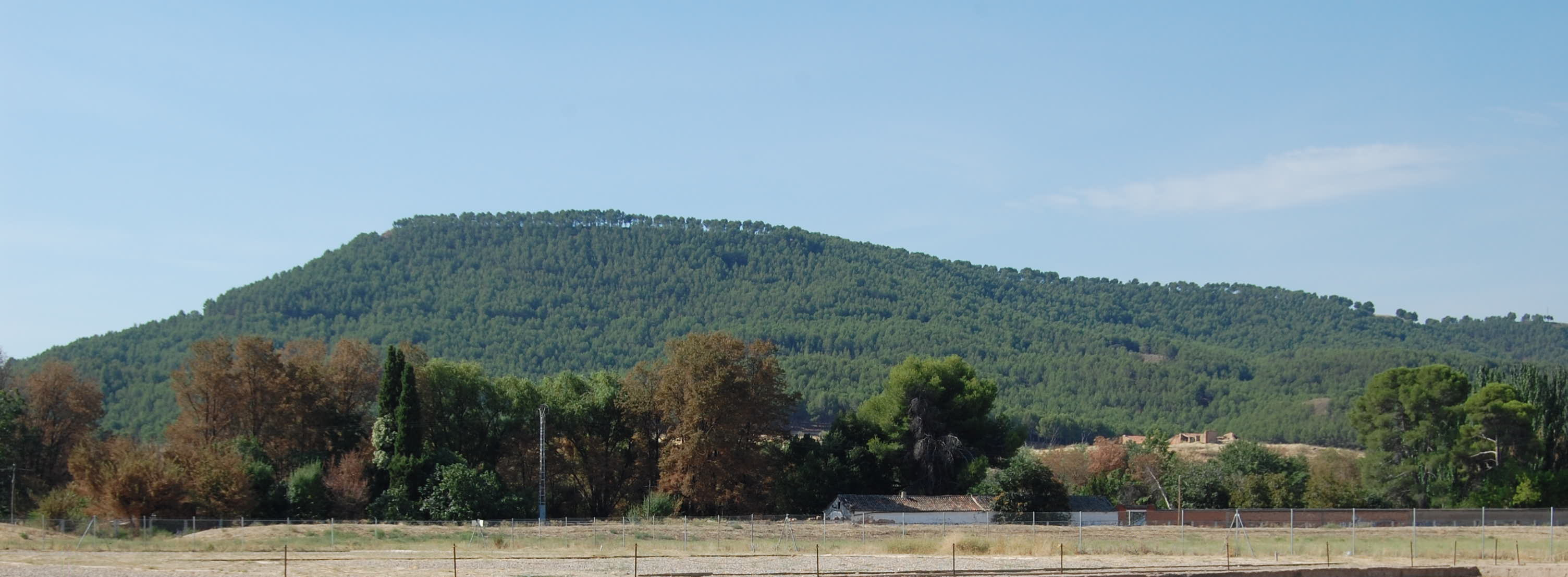
Cerro del Viso donde se situaba la originaria Complutum

Gran Oppidum de más de 60 hectáreas situado en el Cerro del Viso junto a Alcalá de Henares. Tras la conquista romana, la primitiva población del cerro se fue trasladando a un nuevo asentamiento en el valle junto a la calzada romana que unía Augusta Emerita y Caesaraugusta con sus provechosas oportunidades de comercio. La ciudad acabó alcanzando el estatus de Municipium.
Consabura.

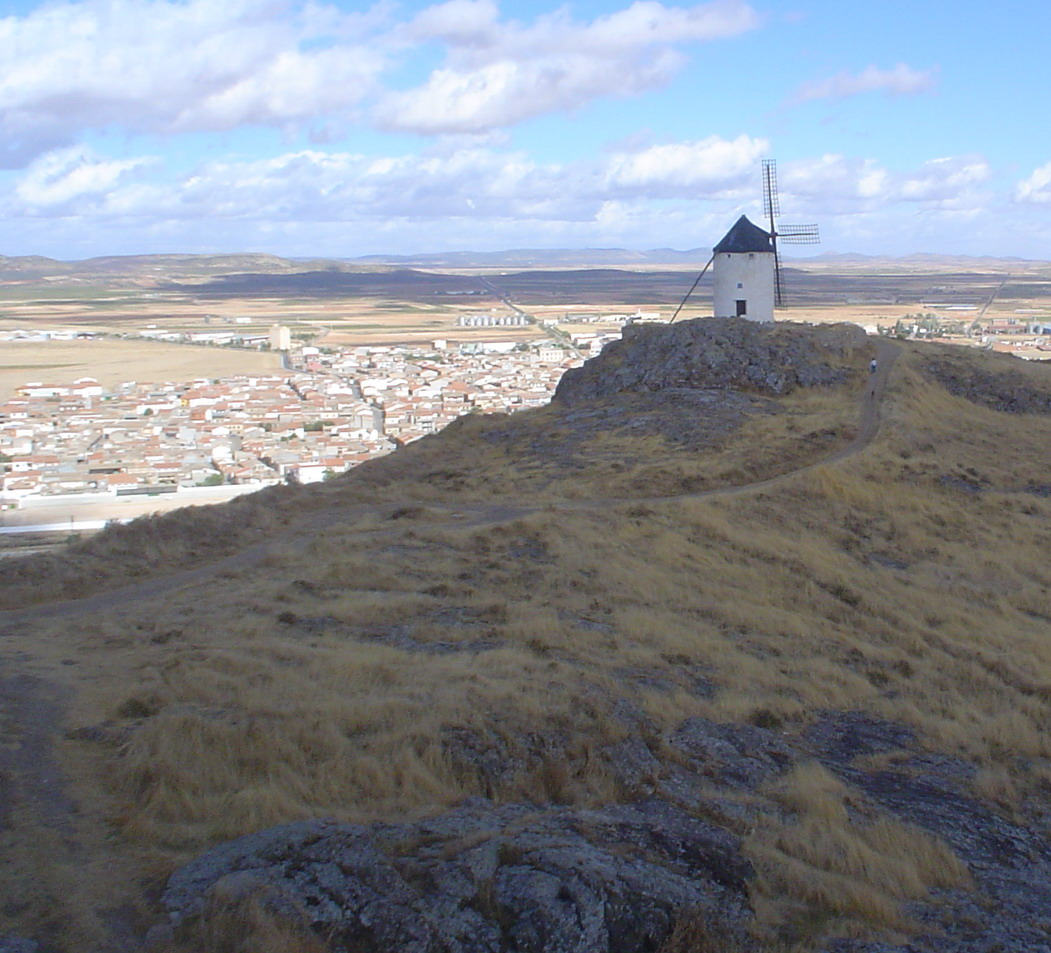
Consuegra y su comarca desde la sierra del Calderico

Oppidum de 30 hectáreas, durante las Guerras Sertorianas, en las que la Carpetania se mantuvo a favor de la facción Optimate, sufrió el asalto de Lucio Hirtuleyo en el 78 a. C. Evolucionaría favorablemente en época posterior llegando a convertirse en Municipium actuando como cabeza de la comarca sur de Carpetania ya que el tamaño de su circo es desproporcionado respecto al de su población. 
Contrebia Cárbica.

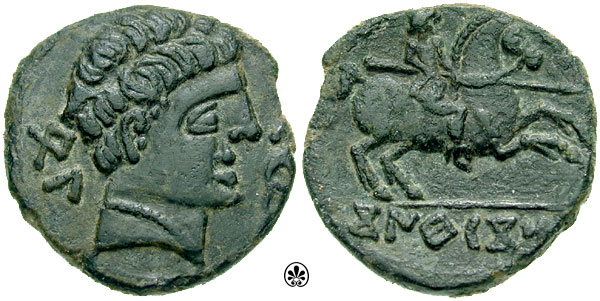
Moneda acuñada en Contrebia Cárbica

El término “Contrebia” significa “unión de casas”. Fue un gran Oppidum de 45 hectáreas que aglutinó varios poblados anteriores y se situaba junto al límite con Celtiberia. Quinto Fulvio Flaco culminó su campaña de 181 a. C. sitiando esta ciudad donde se habían refugiado los supervivientes de las batallas anteriores. La ciudad acabó rindiéndose tras no recibir la esperada ayuda de los Celtíberos. Contó con una ceca acuñando moneda de plata y bronce. 
Toletum.

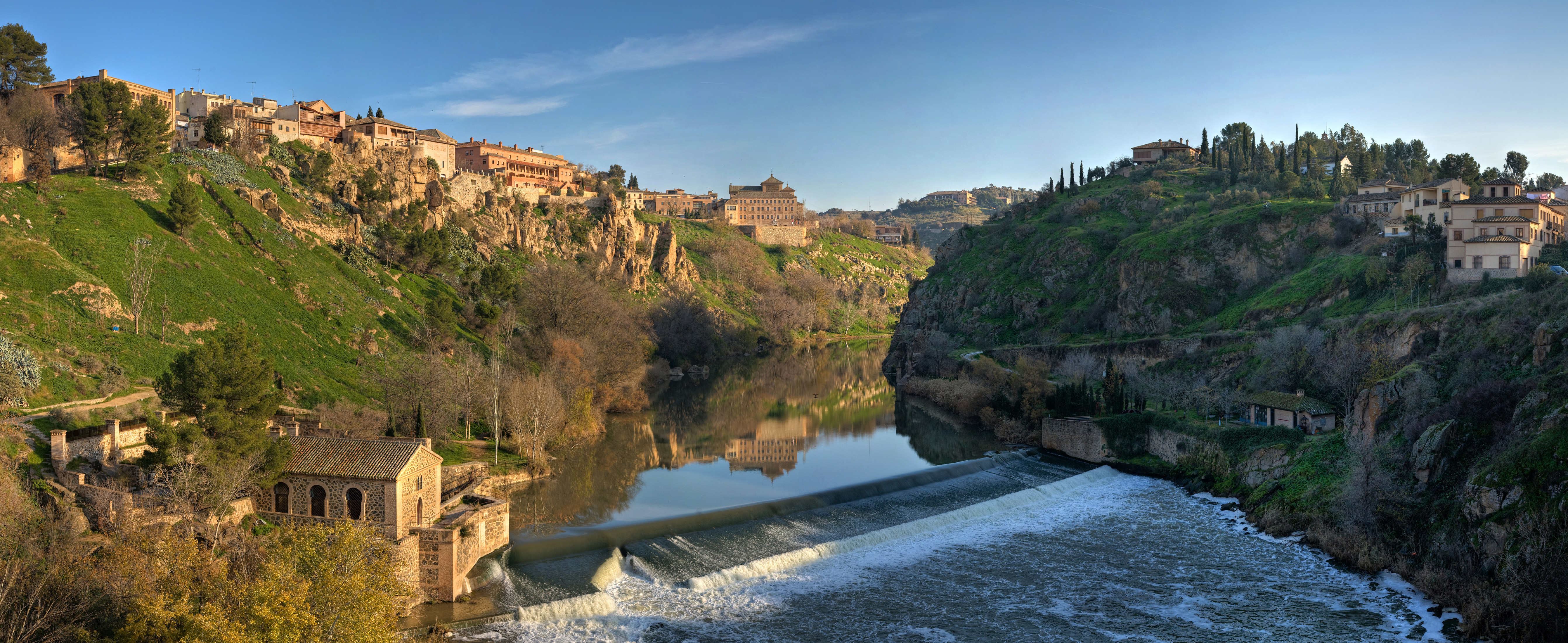
El río Tajo a su paso por Toledo (Toletum)

De una superficie estimada de 40 hectáreas, era la ciudad más importante de Carpetania y objeto de encarnizadas luchas entre los romanos y los Carpetanos ayudados o arrastrados por los Vetones, Vacceos y Celtíberos. Como ciudad principal fue el primer objetivo en las operaciones de conquista que buscaban establecer una línea defensiva en el Tajo. Mantuvo su estatus durante el periodo romano convirtiéndose en Municipium. Contaba con una ceca y con un Senado local.
Segóbriga.

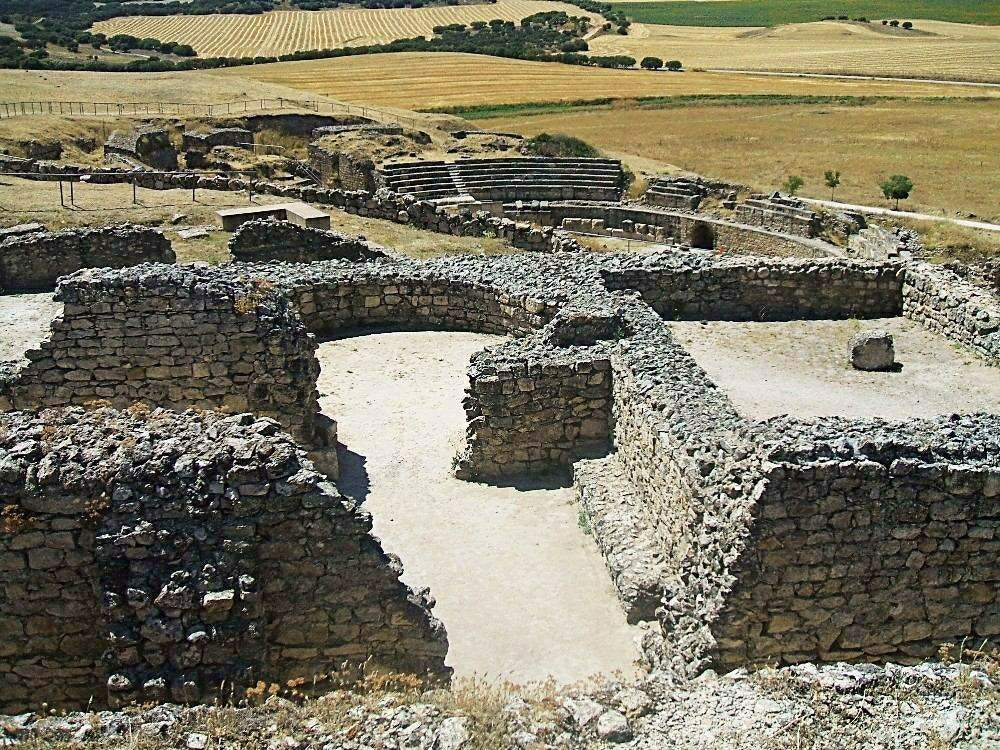
Restos arqueológicos en Segóbriga

Inicialmente una población Olcade, quedaría integrada en la Carpetania por la disolución de esta tribu tras los ataques de Aníbal. Fue atacada en 146 a. C. por Viriato junto al resto del territorio carpetano. Con una extensión de 10 hectáreas, se situaba cerca de Contrebia Carbica quedando al oeste de ésta y probablemente recogería a parte de su población alcanzando posteriormente un gran desarrollo en la época altoimperial.

### Poblaciones descubiertas por la arqueología pero cuyo nombre se desconoce
Se trata de yacimientos arqueológicos que no han sido identificados con las poblaciones cuyo nombre nos es conocido por las fuentes clásicas. Su tipología va desde grandes Oppida hasta pequeñas poblaciones sin amurallar.

#### Provincia de Madrid

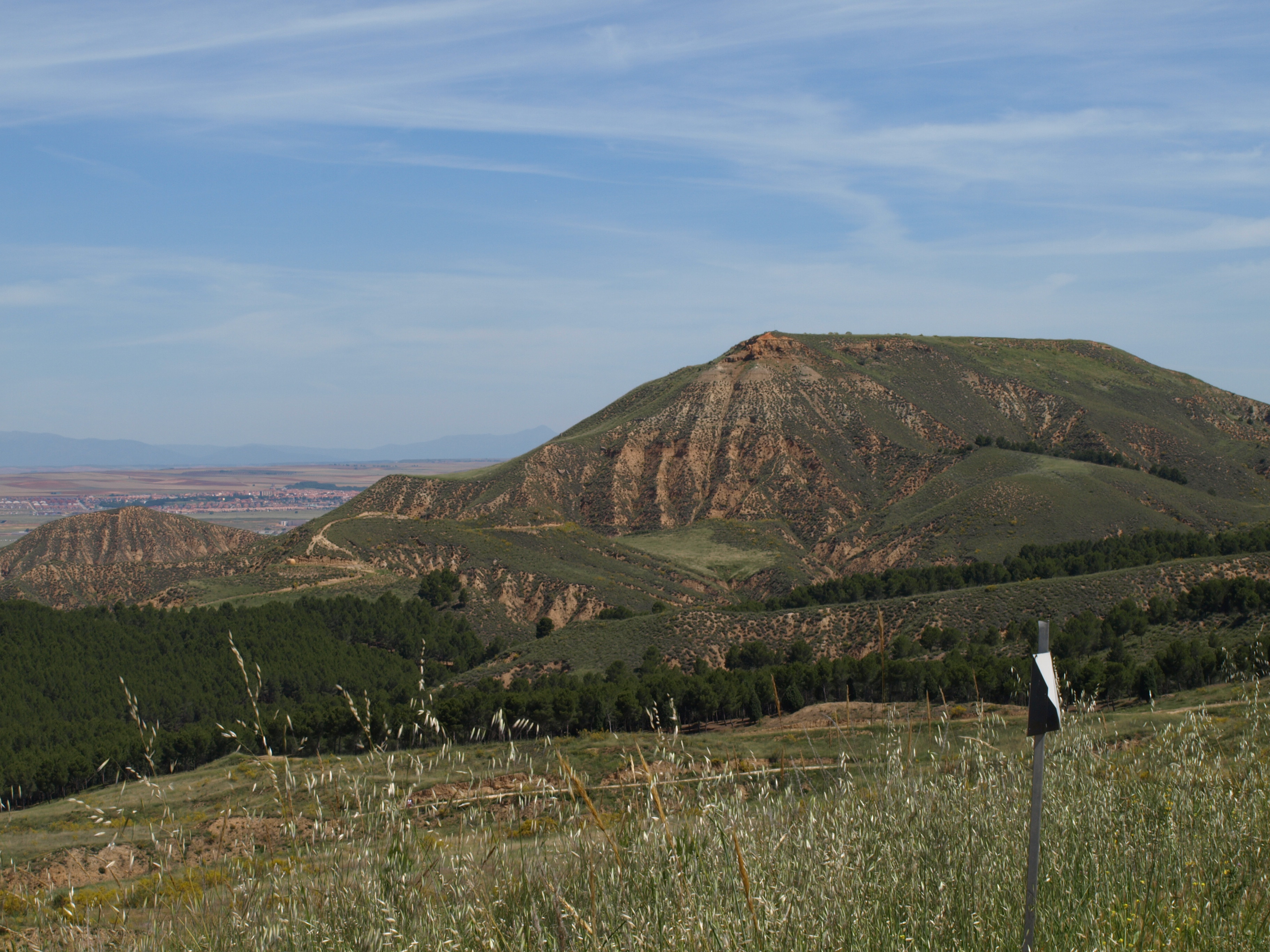
Cerro del Ecce Homo junto a Alcalá de Henares

(Alcalá de Henares) Cerro del Ecce Homo.
Situado en la orilla izquierda del río Henares, al sureste de Alcalá de Henares. Tiene una extensión de 4'5 hectáreas y fue habitado desde comienzos de la Edad del Bronce hasta la antigüedad tardía gracias a sus buenas condiciones de visibilidad sobre el entorno que le rodea.
(Alcalá de Henares) Salto del Cura.
Situado cerca de la vieja Complutum, Era un pequeño castro que ocupaba una media hectárea. A su alrededor se sitúa un terraplén indicativo de haber sido un lugar fortificado.
(Alcobendas) La Ribera.
Situado en llano, no tenía fortificaciones. Era un asentamiento estacional con ciclos cortos de ocupación dedicado a la agricultura con cierta actividad metalúrgica, alfarera y de artesanía textil. Tenía buenos contactos culturales con la zona norte, el levante y el sudeste peninsular.
(Fuente el Saz de Jarama) Cerro Redondo.
Situado cerca del Puerto de Somosierra, es un pequeño asentamiento de unos 900 metros cuadrados que no estaba fortificado y cuya actividad principal parecía ser la ganadería.
(Getafe – Perales del Río) Arroyo Culebro.
Situado en la margen derecha del río Manzanares y en la izquierda del arroyo Culebro en un emplazamiento que controlaba ambas vegas. Era espacio abierto de un pequeño tamaño con estructuras efímeras basadas en madera y barro.
(Leganés) Arroyo de la Recomba.
Situado junto al arroyo de la Recomba, era un pequeño poblado de unos 3000 metros cuadrados. Su poblamiento se inició en la segunda mitad del siglo III a. C. Destruyéndose por el fuego a mediados del siglo II a. C. probablemente durante las luchas en la Carpetania entre lusitanos y romanos dentro de las Guerras lusitanas.
(Leganés) Cerro de la Fuente de la Mora.
Situado en lo alto de un espolón, tenía una superficie de 8.000 metros cuadrados. Estaba fortificado y contaba con una cierta industria de artesanía textil. Su ocupación se desarrolló entre el siglo III y el siglo I a. C. en que fue abandonado a consecuencia de un incendio, probablemente durante las Guerras Sertorianas.
(Patones de Abajo) Dehesa de la Oliva.
Situado en un cerro junto a la confluencia de los ríos Lozoya y Jarama, fue un importante Oppidum que ocupó una extensión de 26'5 hectáreas. Sus murallas y barrancos naturales formaban un excelente sistema defensivo. Fue habitado desde el siglo II a. C. llegando la ocupación de algunos de sus lugares hasta época visigoda.
(Santorcaz) Llano de la Horca.

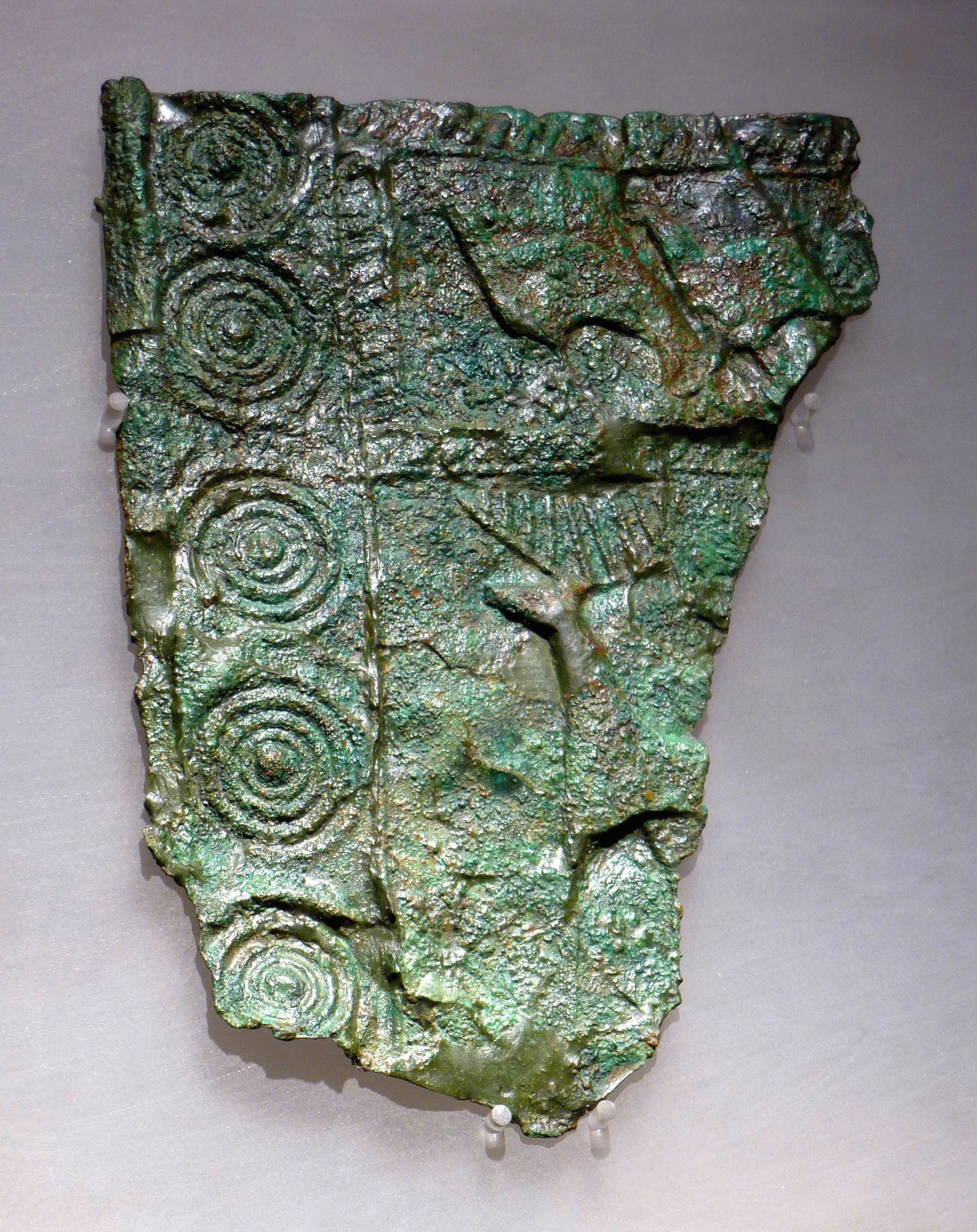
Placa decorada de bronce hallada en el asentamiento carpetano de El Llano de la Horca. Siglos -

Situado en un cerro que domina el valle del río Anchuelo, fue habitado entre finales del siglo IV a. C. hasta mediados del siglo I a. C. De una superficie importante, 14 hectáreas, estaba fortificado y podría ser calificado como Oppidum. Además de las habituales actividades agrícolas y ganaderas, contaba con una importante actividad artesanal. Se estima que fue abandonado en los convulsos años de las Guerras Sertorianas.
Redueña.
Se sitúa en lo alto de un cerro con buenas defensas naturales. Fue habitado entre los siglos II y siglo I a. C. siendo un extenso castro que por la pobre cultura material encontrada se puede estimar que no gozó de una prosperidad significativa. La actividad de sus habitantes era la agrícola y ganadera.
(Rivas-Vaciamadrid) Laguna del Campillo, Miralrío.
Situado en la margen derecha del río Jarama junto a su confluencia con el Manzanares. Es un pequeño asentamiento poblado entre los siglos IV y siglo II a. C.
(Valdemoro) El Colegio.
Situado dentro del casco urbano de Valdemoro, es un pequeño asentamiento sobre un promontorio junto al arroyo de la Villa. No se cree que fuese ocupado más con posterioridad al siglo III a. C.
(Villa de Vallecas) Cerro de La Gavia.
Situado en un promontorio de difícil acceso junto al arroyo del mismo nombre. Era una población amurallada y estuvo habitada desde inicios del siglo IV a. C. hasta el siglo I a. C. Por los restos hallados se estima una importante actividad comercial por parte de sus habitantes.
(Villarejo de Salvanés) Santa María.
Situado en la cumbre de una colina amesetada, era un castro de unas 10 hectáreas que controlaba la fértil vega del arroyo de San Pedro que desemboca en el Tajo. Tenía dos recintos amurallados: uno inicial interior y otro posterior y exterior debido a una expansión de la ciudad. Se estima su ocupación principal entre los siglos IV y siglo II a. C.

#### Provincia de Toledo
(Corral de Almaguer) Cerro del Gollino.
Situado en el extremo suroriental de la provincia de Toledo, en los límites con Cuenca y Ciudad Real. Es un extenso Oppidum de más de 15 hectáreas. Fue ocupado intermitentemente desde el siglo VII a. C. hasta la Edad Media. Parece estar relacionado con otros grandes Oppida como Consabura, Yeles y Mora formando una estructura central de defensa del área circundante. Estaba comunicado por una calzada romana con Cartago Nova estimándose la existencia de una significativa inmigración itálica tras la inclusión de Carpetania en el mundo romano. Fue objeto de un abandono en la primera mitad del siglo I a. C. probablemente en los inseguros años de las Guerras Sertorianas. 
(Illescas) El Cerrón.
Situado en promontorio ovalado a 3'5 km de Illescas junto al arroyo Dos Villas. Tiene una superficie aproximada de una hectárea y en él se ha localizado un santuario. Por los elementos culturales hallados se estima un activo comercio con zonas lejanas.
(Villanueva de Alcardete) Pozo Villarejo I y II.
Situado en llano, junto al río Cigüela en su margen derecho y junto a una vía de comunicación – La Cañada de los Hinojosos – que ha pervivido en uso hasta nuestros días. Estaba rodeado de tierras cultivables de buena calidad y alcanzó una cierta prosperidad en época altoimperial en la que se construyó un puente sobre el río.
(Villatobas) Plaza de Moros.
Situado sobre un espolón que controla la confluencia de dos vías de agua y cuyo acceso es un reducido paso fortificado con fosos y torreones semicirculares. Este Oppidum fortificado con la clásica muralla sobre la parte trasera de las viviendas, fue habitado entre la mitad del siglo IV y el  siglo III a. C. siendo objeto de una gran destrucción por fuego.
(Yeles) Cerro de las Canteras.
Situado sobre un relieve de naturaleza defensiva, era un castro de unas 3 hectáreas. En él se han localizado cerámicas de importación.

#### Provincia de Ciudad Real
(Pedro Muñoz) Cerro de las Nieves.
Estuvo poblado entre los siglos VI y siglo III a. C. Su población tenía una actividad principalmente agrícola con alguna actividad ganadera. Se han hallado en él cerámicas griegas de importación.

#### Provincia de Guadalajara
(Armuña de Tajuña) Castejón.
Se trata de un importante cerro amesetado rodeado por el río Tajuña y el arroyo de Tendilla. Tenía una gran superficie de 35 hectáreas. Su poblamiento se estima entre los siglos IV y siglo I a. C.
(Guadalajara-Taracena) Muela de Taracena.
También conocido como “La Merced”, está situado en una amplia meseta en la orilla izquierda del río Henáres. Con una superficie de 5 hectáreas, tuvo que ser una población importante a juzgar por los restos encontrados entre los que destaca un tesorillo oculto de monedas hispanorromanas que refleja un periodo de inseguridad, probablemente durante las Guerras Sertorianas.
(Brihuega-Tomellosa de Tajuña) Castillejo.
Es un pequeño castro de 400 metros cuadrados que está rodeado de un perímetro amurallado. Por su reducido tamaño, se estima un poblamiento nómada durante la época de pastos quedando en él durante el resto del año una pequeña guarnición de vigilancia.

#### Provincia de Cuenca
Torrejoncillo del Rey-Horcajada de la Torre.
Era un pequeño castro de menos de 1 hectárea de extensión. Situado en las esfera de influencia de Segóbriga, en sus cercanías se encontraban minas de lapis specularis.

## Comunicaciones

Mapa de indicación de las principales calzadas romanas que atravesaban la Carpetania.

Las principales vías de comunicación en la Carpetania comunicaban la zona central de la misma con los territorios limítrofes en dirección a sus centros de población más importantes. El sistema de comunicaciones se articulaba a grandes rasgos con el río Tajo y sus afluentes que recorrían de noreste a oeste y comunicaban con las tribus celtíberas y los Vetones. De este sistema principal partían caminos que comunicaban la zona central con los Vacceos al noroeste, los Oretanos al sur y Contestanos al este. 
Sobre este sistema de comunicaciones construyeron los romanos su red viaria de la cual destacaban las siguientes rutas:

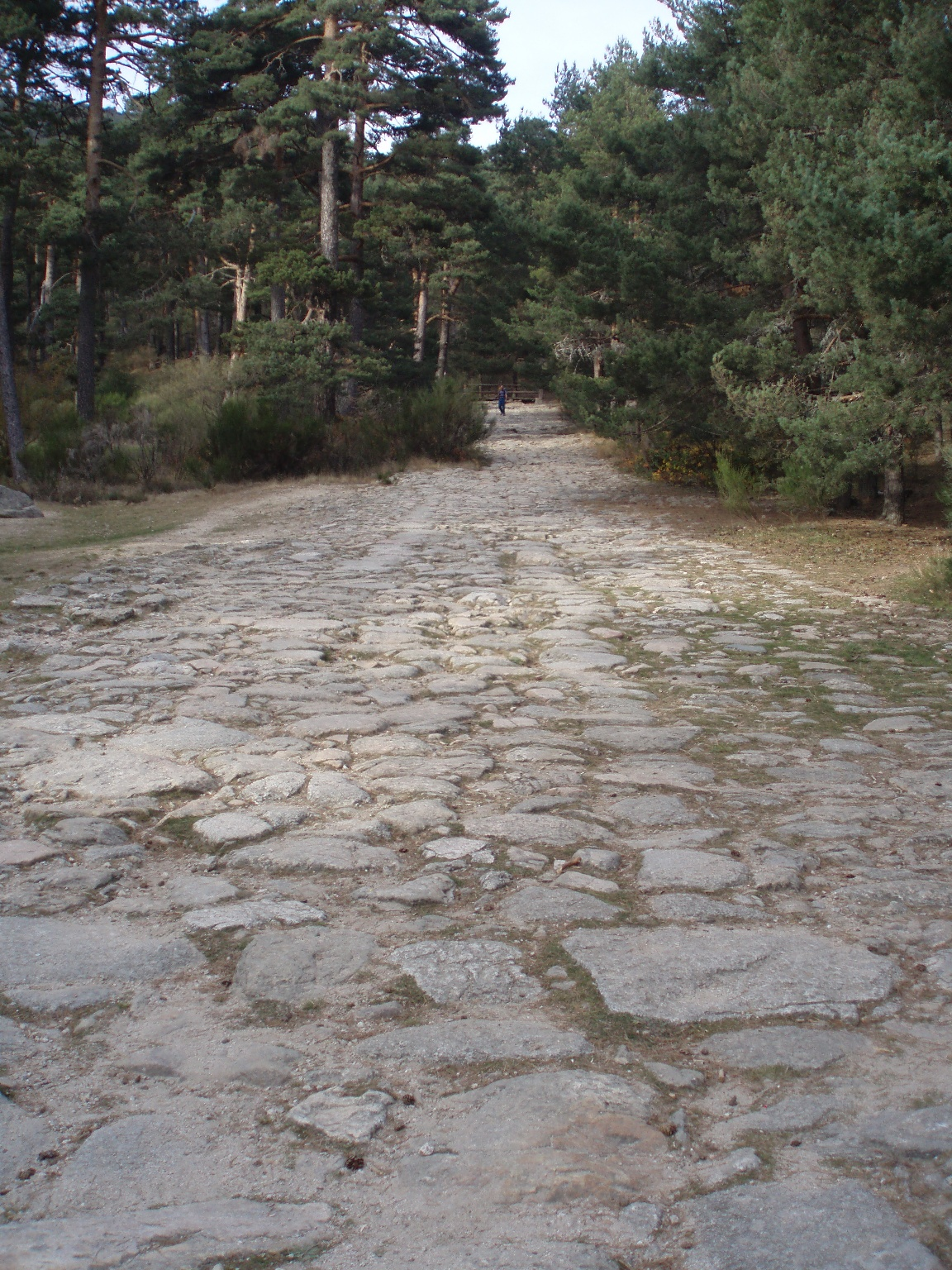
Vía romana a su paso junto a Collado Mediano (Miaccum)

a) La vía que comunicaba Caesar Augusta (Zaragoza) con Augusta Emerita (Mérida) que recorría cerca del río Tajo entrando en Carpetania desde Vetonia procedente de Augustobriga (Talavera la Vieja) y Caesarobriga (Talavera de la Reina). Tras cruzar Toletum, se dirigía hasta Titulcia dejando el Tajo y recorriendo el río Jarama hasta la confluencia del Henares con aquel. La calzada recorría luego el río Henares pasando por Complutum y Arriaca hasta el límite con la Celtiberia siguiendo luego en dirección Caesar Augusta.
b) La vía que comunicaba Toletum a través de Consabura con Laminio donde se dividía en dos: 
Un ramal en dirección este a través de Libisosa (Lezuza) para llegar hasta la Contestania y el levante peninsular. 
Otro ramal en dirección sur a través la Oretania por Mariana (Puebla del Príncipe) y Cástulo llegando hasta la Turdetania y el sur peninsular. 
c) La vía, que teniendo como eje la población de Titulcia, unía el importante cruce de caminos de Laminio con el noroeste de Carpetania continuando hacia la Vetonia a través de Miaccum (Collado Mediano).

## Recursos naturales y economía
La mayor parte de la Carpetania es terreno bastante llano regado por ríos, principalmente el Tajo que vertebraba la región atravesándola por el centro. Estrabón indicaba en su obra que el “país de los carpetanos, oretanos y vetones era medianamente fértil”; frente a esto, la Celtiberia inmediata era definida como un territorio agreste e inhóspito.

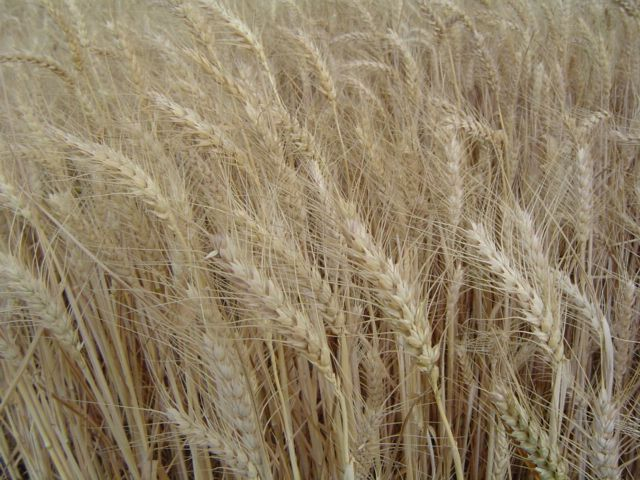
El trigo era el principal cultivo agrícola de los carpetanos

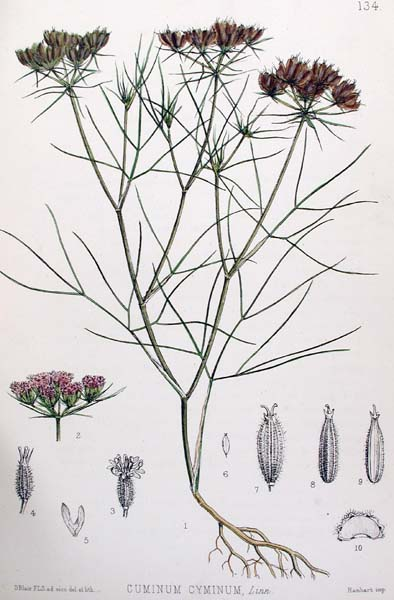
El comino de la Carpetania era alabado en el mundo romano

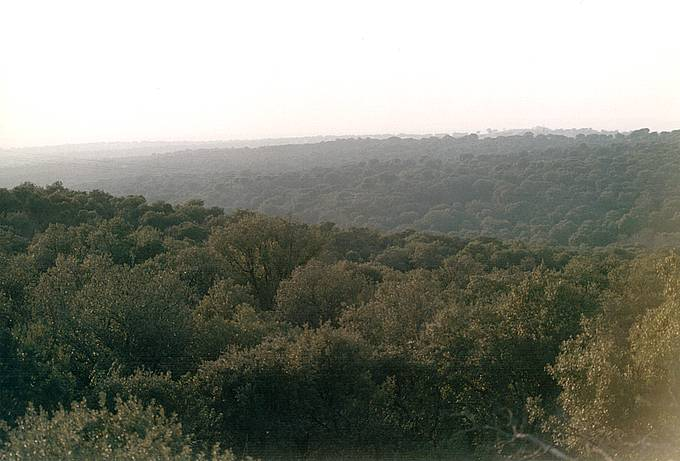
Los bosques de encinar proporcionaban a los carpetanos caza y bellotas

La agricultura era con diferencia la principal actividad y fuente de riqueza de los carpetanos. Áreas como la vega del Tajo se encuentran entre las mejores tierras agrícolas de la península ibérica. Dentro de la producción agrícola destacaría el cereal – principalmente trigo - con presencia de olivos y vid (ya en época romana); igualmente, en las fértiles vegas del Tajo y Henares se debieron de dar cultivos hortícolas. En época de escasez del cereal, también la bellota obtenida de los bosques de encinares tenía un importante papel en la economía carpetana como materia prima con la que hacer pan y cerveza. Finalmente, el comino de la Carpetania era famoso en el mundo romano dando incluso nombre a una de las poblaciones carpetanas: Vicus Cuminarius. De la importancia de la agricultura carpetana es una muestra que cuando Viriato saqueó la región, impuso a sus habitantes un tributo sobre las cosechas. 
La ganadería, aunque no era tan importante como en la vecina Vetonia, también tenía un papel destacado. La cabaña ganadera estaba formada principalmente por ovinos y caprinos, conducida en estado de semilibertad ya que la arqueología no ha detectado las típicas deformaciones óseas del ganado estabulado. La caza, principalmente ciervos y en menor proporción jabalí, liebres y conejos, complementaban a esta actividad ganadera. 
La minería también tenía un papel (aunque menor) en la economía carpetana. Estrabón (III, 2,3) indicaba que la orilla norte del Guadiana estaba bordeada por montes metalíferos que se extendían hasta el Tajo, de cuyo cauce se extraía un oro de pureza notable según Plinio. En esta zona se han documentado, ya en época romana, la mina de plata de Diógenes y minas de oro en La Nava de Ricomalillo y El Molinillo. Por otro lado, era destacada la minería de lapis specularis en los alrededores de Segóbriga.
Como actividades artesanales destacaban la textil y la producción de cerámica cuyos talleres se solían ubicar en zonas específicas dentro de los Oppidum para reducir las molestias por el humo o el peligro de incendio.
La sal era otro de los recursos naturales de la Carpetania ya que en varias de sus zonas se da una elevada concentración de fácil extracción a través de las lagunas salinas. La sal sería utilizada como complemento para la alimentación del ganado, como conservante de los alimentos así como bien susceptible de ser comerciado.
La situación de Carpetania entre las áreas celtas e íberas de la península favoreció la actividad de comercio con ambas zonas y con ello, los procesos de transmisión de elementos culturales. Sería más relevante el comercio de productos desde la costa mediterránea hasta la Carpetania y el interior peninsular. Este comercio favoreció la aparición de cecas autóctonas como Ikenaskon Konbouto (Complutum) o Konterbia Karbica (Contrebia Cárbica).

## Provincia visigoda

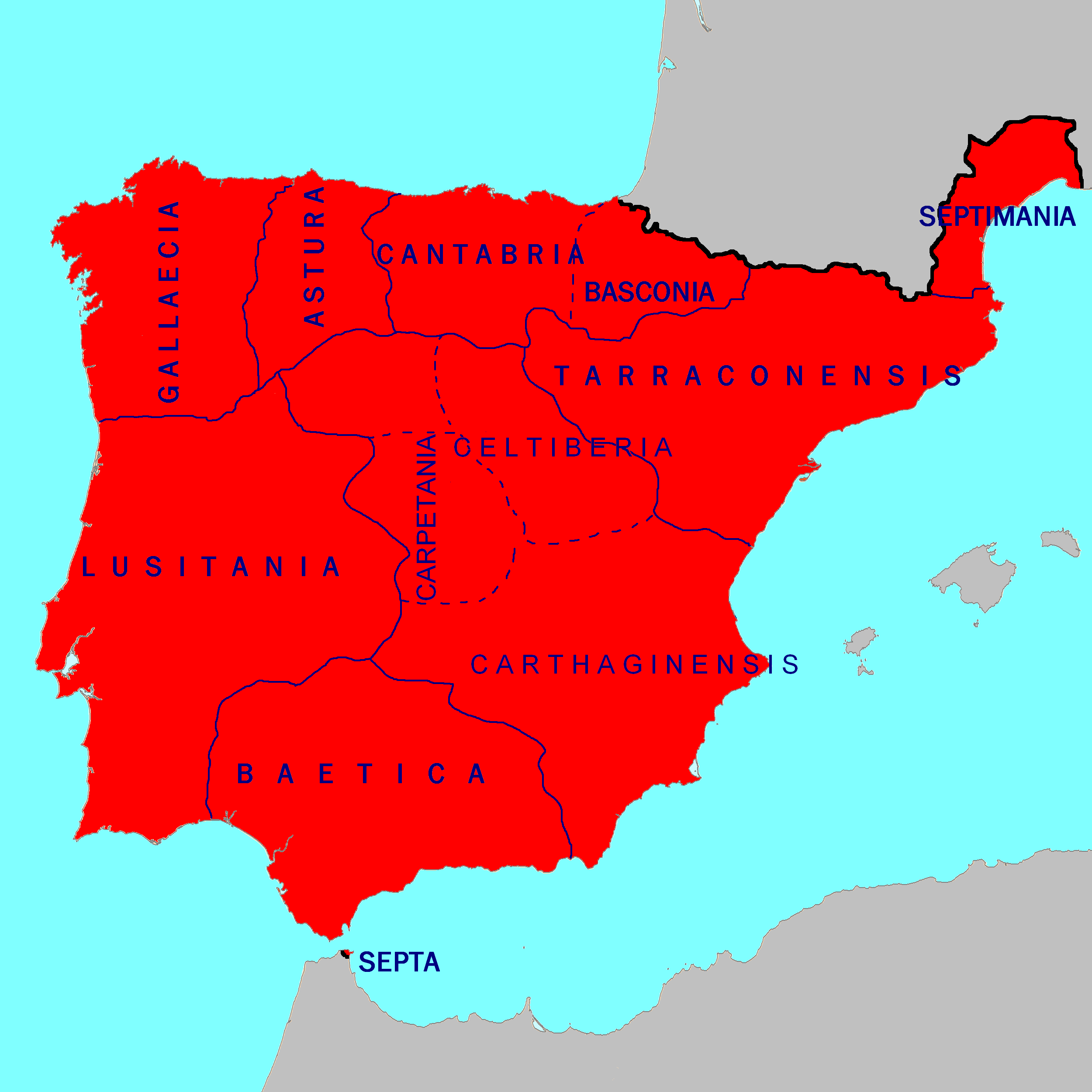
División provincial al final del dominio visigodo.

En época visigoda, Carpetania fue el nombre que recibió la provincia localizada en el centro tanto geográfico como de poder, donde se hallaba Toledo, la capital del reino. Sus límites son imprecisos, pero limitaría al oeste con Lusitania (Augusta Emerita) y al este con Celtiberia (Recópolis).

## Uso contemporáneo
También se ha utilizado en geografía para designar al Sistema Central, la cordillera que separa la Meseta Norte de la Meseta Sur, aunque ese uso (cordillera Carpetovetónica, por semejanza con la cordillera Cantábrica o el Sistema Ibérico) ha decaído en la actualidad.